# Astragalus mulfordiae
Astragalus mulfordiae är en ärtväxtart som beskrevs av Marcus Eugene Jones. Astragalus mulfordiae ingår i släktet vedlar, och familjen ärtväxter. Inga underarter finns listade i Catalogue of Life.